# Sei Shonagon
Sei Shōnagon (Japans: 清少納言), (965- na 1010) was een Japanse hofdame van de keizerin Teishi aan het Japanse hof in de Heian-periode, die bekend is gebleven door haar dagboek Het hoofdkussenboek (枕草子, Makura no Soshi), dat zij duizend jaar geleden schreef. Hierin beschrijft zij hofrituelen, gedichten, amoureuze verwikkelingen aan het hof, lijstjes van dingen die ze mooi of juist niet mooi vond, en andere zaken die haar aandacht trokken. Het is nog steeds zeer leesbaar. Voor een volledig begrip is een uitgebreid voetnotenapparaat aanwezig.

De manier waarop timmerlieden eten is heel vreemd. Toen ze met het hoofdgebouw klaar waren en aan de oostvleugel werkten, hurkten een paar timmermannen op een rijtje om te eten; ik zat op de veranda en sloeg ze gade. Zodra het eten werd gebracht stortten ze zich op de soepkommen en sloegen de inhoud naar binnen. Toen schoven ze de kommen terzijde en aten alle groente op. Ik vroeg me al af of ze hun rijst zouden laten staan; maar een tel later zat er al geen korreltje meer in de kommen. Ze deden dit allemaal precies hetzelfde, dus ik denk dat dit een gewoonte van timmermannen moet zijn. Ik zou het niet heel charmant willen noemen.

| - Sei Shōnagon door Kikuchi Yosai - Sei Shōnagon op een tekening uit de late 17e eeuw - Sei Shōnagon, illustratie uit een Hyakunin Isshu (Edoperiode) |

Het boek is diverse malen in het Engels vertaald, onder andere door Meredith McKinney, Ivan Morris en Arthur Wailey.
Er zijn ook minstens twee Nederlandse vertalingen.